# Makhanda
Makhanda (dawniej Grahamstown) – miasto w Republice Południowej Afryki, w prowincji Przylądkowej Wschodniej, w pobliżu wybrzeża Oceanu Indyjskiego. Około 93 tys. mieszkańców.

## Nazwa
W 2018 roku dawną nazwę Grahamstown zastąpiono nazwą Makhanda, upamiętniając wojownika ludu Xhosa, Makhandę Nxele.